# Niederwerrn
Niederwerrn ist eine Gemeinde im unterfränkischen Landkreis Schweinfurt. Sie grenzt an den Gemeindeteil Hainig der Stadt Schweinfurt. Niederwerrn ist die nach Einwohnern zweitgrößte Gemeinde (nach Werneck) des Landkreises. Der gleichnamige Hauptort war ein reichsritterliches Dorf und ist heute ein typischer Wohnvorort mit großen Neubausiedlungen und relativ kleinem Ortskern.

## Geographie

### Lage
Niederwerrn ist ein nordwestlicher Vorort von Schweinfurt in der Region Main-Rhön. Der Ort liegt an der namensgebenden, aber anders geschriebenen Wern. Eine der längsten und wichtigsten Straßen Schweinfurts, die Niederwerrner Straße, führt zum Ort. Im Gemeindegebiet liegt der nördliche Teil der einstigen Kaserne Conn Barracks der 2014 aufgelösten U.S. Army Garrison Schweinfurt.

### Geologie und naturgeographische Einordnung
Die Gemeinde liegt im Nordwesten des Naturraums Schweinfurter Becken, eine topographisch relativ tiefliegende Einheit mit geringem Relief innerhalb der Mainfränkischen Platten. Dort hat sich der Oberlauf der Wern seit dem Pliozän in das Gestein des Mittleren und Unteren Keupers eingetieft. In den Eiszeiten wurde Löss angeweht, mit dem sich im Holozän fruchtbare Böden entwickelten. Diese werden seit Jahrhunderten intensiv genutzt und prägen das regionale Landschaftsbild.
Nach der Kulturlandschaftsgliederung des BfN gehören die besiedelten Bereiche der Gemeinde noch zum naturfernen Verdichtungsraum 309 Schweinfurt, die ackerbaulich genutzten Flächen zur Kulturlandschaft zum 13600 Schweinfurter Becken.

### Gemeindegliederung

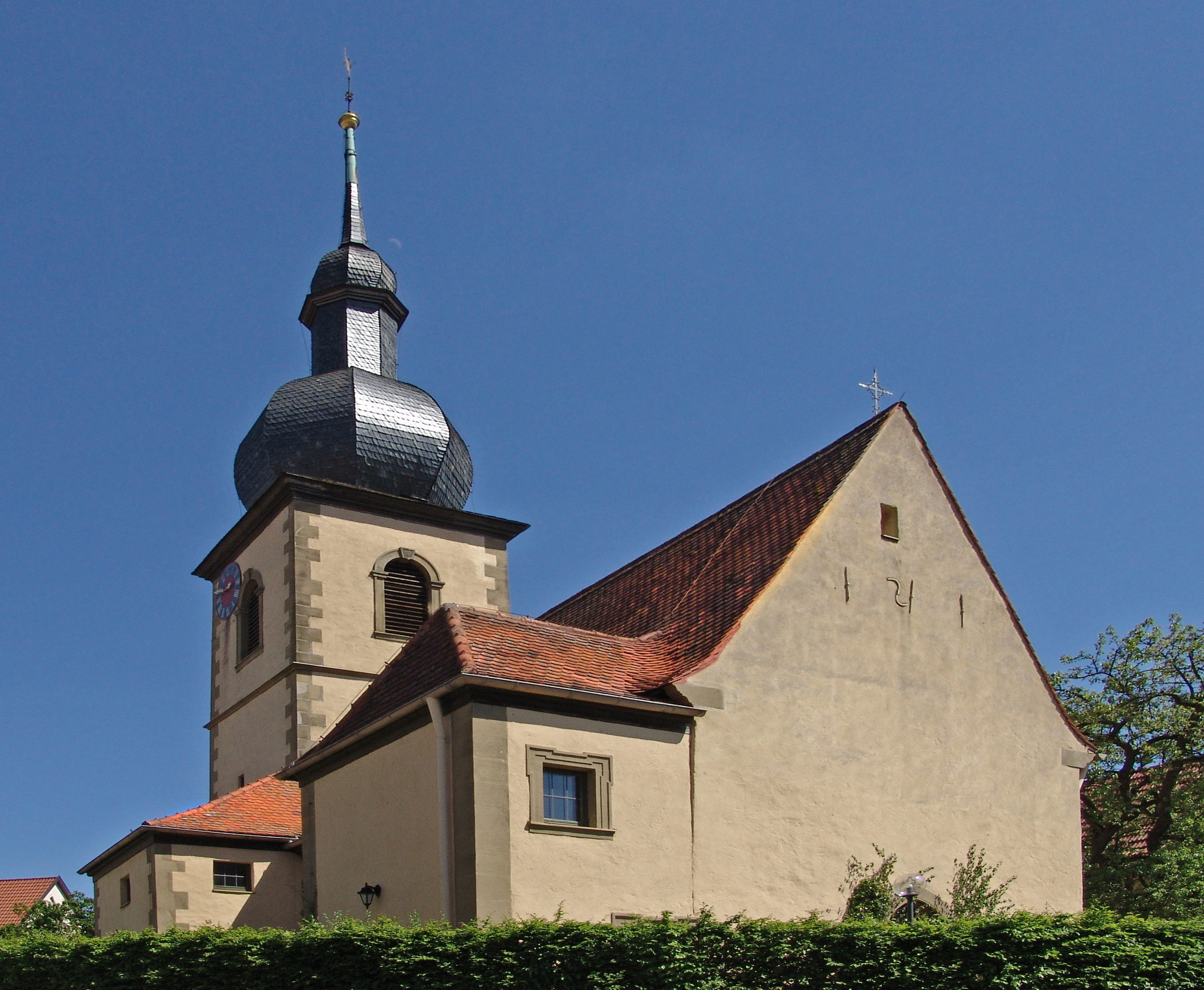
Dorfkirche in Niederwerrn

Es gibt zwei Gemeindeteile (in Klammern ist der Siedlungstyp angegeben):
- Niederwerrn (Pfarrdorf)
- Oberwerrn (Kirchdorf)

### Nachbargemeinden
Die Nachbargemeinden sind:

| Poppenhausen |                                             | Dittelbrunn |
| Euerbach     | Kompassrose, die auf Nachbargemeinden zeigt |             |
|              | Geldersheim                                 | Schweinfurt |

### Klima
Die mittlere Jahrestemperatur liegt bei 8 °C, die mittlere Niederschlagsmenge bei 650 mm, die Hauptwindrichtung ist West-Südwest.

## Name

### Etymologie
Der Name Niederwerrn leitet sich vom Fluss Wern ab, der die Gemeinde durchfließt und bei Gemünden in den Main mündet. Der Zusatz Nieder sollte den Ort vom gleichnamigen, nordwestlich liegenden Dorf unterscheiden.

### Frühere Schreibweisen
Frühere Schreibweisen des Ortes in diversen historischen Karten und Urkunden:
| - 1123 „Werne“ - 1230 „Werna“ - 1268 „Werne“ - 1327 „Unterwerrn“ - 1339 „Nidern Werne“ | - 1356 „Nidernwern“ - 1383 „Nydern Wern“ - 1387 „Nidern-Werne“ - 1557 „Niderwehrn“ - 1820 „Niederwerrn“ |

## Geschichte

### Mittelalter
Bekannt ist Niederwerrn seit dem Mittelalter durch die Burg Wiesenburg, die nur noch Ruine ist. Mit ihr kam es am 17. Juni 1137 zur ersten urkundlichen Erwähnung von Niederwerrn.

### Neuzeit
| |                                                                                    |
| \| Reichsstadt Schweinfurt (evang.) Reichsdörfer (evang.) Reichsritterschaften (evang.) \| Grafen von Schönborn (kath.) Deutscher Orden (Brönnhof) Hochstift Würzburg (kath.) \| |                                                                                    |
| Reichsstadt Schweinfurt (evang.) Reichsdörfer (evang.) Reichsritterschaften (evang.)                                                                                             | Grafen von Schönborn (kath.) Deutscher Orden (Brönnhof) Hochstift Würzburg (kath.) |

Während Oberwerrn im Herrschaftsbereich des Hochstifts Würzburg blieb, kam Niederwerrn im 15. Jahrhundert unter die Herrschaft der Familie von Münster und wurde zum reichsritterlichen Dorf, das zum Ritterkanton Rhön-Werra mit Sitz in Schweinfurt gehörte.
Freiherr Eyrich von Münster leitete 1565 oder 1566 die Reformation im Dorf ein.
1806 wurden die Reichsritterschaften aufgelöst; Niederwerrn kam zum Königreich Bayern, zunächst aber nur für ein Jahr. 1807 wurde das Dorf in das neu gebildete Großherzogtum Würzburg eingegliedert, mit welchem es 1814 an Bayern zurückfiel.

### Jüdische Gemeinde

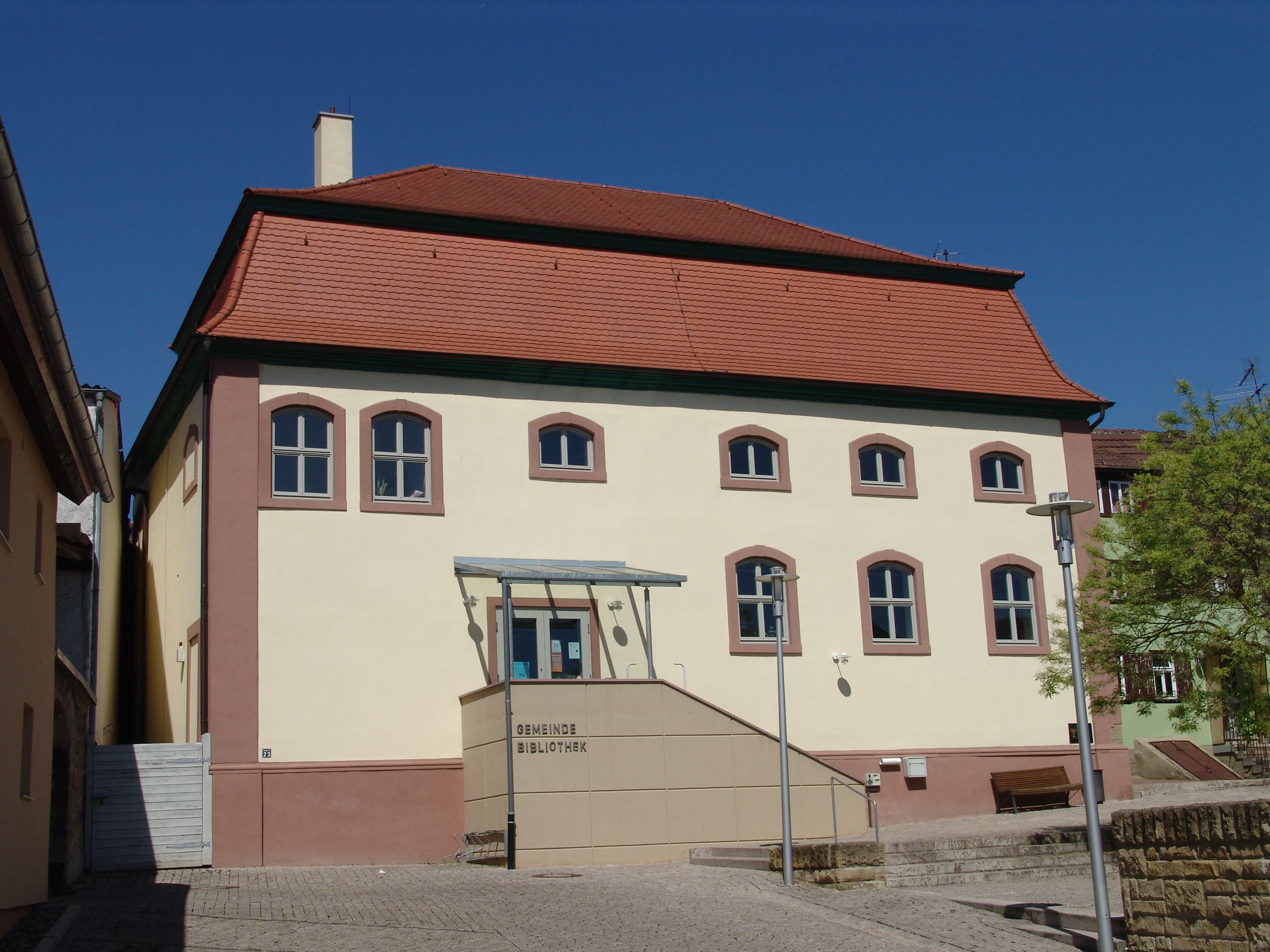
Ehemalige Synagoge,
heute Gemeindebibliothek

Mindestens seit Mitte des 18. Jahrhunderts waren jüdische Familien im Ort ansässig, die eine jüdische Gemeinde bildeten, eine Schule einrichteten und in der Schweinfurter Straße Nr. 23 eine Synagoge erbauten. Dieses Gotteshaus und die Schule wurden beim Novemberpogrom 1938 von SA-Männern verwüstet. 
Nach dem Krieg wurden die Gebäude von der Gemeinde erworben und seither wird die ehemalige jüdische Schule als Rathaus und die ehemalige Synagoge als Bibliothek genutzt. Gedenktafeln an den beiden Gebäuden erinnern an dieses Geschehen.

### Eingemeindungen
Bei der Gebietsreform in Bayern war bereits vom Freistaat die Eingemeindung Niederwerrns und weiterer Vororte nach Schweinfurt beschlossen. Danach wurde auf Weisung des gebürtigen Niederwerrners Staatssekretärs Erwin Lauerbach der Beschluss komplett rückgängig gemacht.
Am 1. Mai 1978 wurde die Nachbargemeinde Oberwerrn eingegliedert.

### Einwohnerentwicklung
| Jahr | Einwohner |
| ---- | --------- |
| 1961 | 3810      |
| 1970 | 4906      |
| 1991 | 6656      |
| 1995 | 7356      |
| 2005 | 7964      |
| 2010 | 7913      |
| 2015 | 7871      |
| 2018 | 7804      |
| 2021 | 8781      |

Im Zeitraum 1988 bis 2018 stieg die Einwohnerzahl von 6256 auf 7804 um 1548 Einwohner bzw. um 24,7 %. 2005 hatte die Gemeinde 7962 Einwohner.
Quelle: BayLfStat

## Politik

### Bürgermeisterin
Bettina Bärmann (Freie Wähler Niederwerrn) ist seit 1. Mai 2014 Erste Bürgermeisterin. Diese wurde am 15. März 2020 bei einer Wahlbeteiligung von 56,9 % mit 64,0 % wieder gewählt.

### Gemeinderat
Bei der Wahl am 2020 erhielten die fünf Wahlvorschläge folgende Sitze und Stimmenanteile:
|                                         | Sitze | Stimmenanteil |
| --------------------------------------- | ----- | ------------- |
| Freie Wähler                            | 7     | 35,26 %       |
| CSU                                     | 4     | 22,73 %       |
| SPD                                     | 3     | 15,18 %       |
| Grüne                                   | 3     | 14,16 %       |
| Christliche Wählervereinigung Oberwerrn | 3     | 12,68 %       |
| Gesamt                                  | 20    | 100,00 %      |

Die Wahlbeteiligung betrug 57,07 %.

### Wappen
| Wappen von Niederwerrn | Blasonierung: „In Blau ein silberner Schrägwellenbalken, belegt mit zwei einander zugekehrten, von Rot und Silber wechselweise geteilten Flügeln.“ |
| Wappen von Niederwerrn | Wappenbegründung: Die Flügel sind dem Wappen der Herren von Münster entnommen, eines alten fränkischen Adelsgeschlechts, das von 1436 bis zum Ende des Alten Reichs 1803 die Ortsherrschaft innehatte. Der Wellenbalken steht für den Fluss Wern, der durch das Gemeindegebiet fließt und dessen Name in der älteren Schreibweise „Werrn“ auch Teil des Ortsnamens ist. Wappenführung seit 1961 |

### Partnerschaften
Seit 1992 besteht eine Partnerschaft mit der französischen Gemeinde Ifs.

### Interkommunale Allianz
Die Gemeinde ist Mitglied der Interkommunalen Allianz Oberes Werntal.

## Kultur und Sehenswürdigkeiten

### Bauwerke
- Ruine der Wiesenburg (Reste eines Eckturms aus Sandstein)
- Dorfkirche Niederwerrn (evangelisch-lutherisch)
- Kirche St. Bruno Niederwerrn (katholisch)
- Kirche St. Bartholomäus Oberwerrn (katholisch, mit Julius-Echter-Turm)
- Synagoge
- Neues Schloss
- Wiesmühle
- Paulusmühle
- Mehrere Erdställe
- Ehemaliger Bahnhof in Oberwerrn

### Museen
- Kolonialwarenmuseum Maul[16][17] (dauerhaft geschlossen)

## Wirtschaft und Infrastruktur

### Arbeitsplätze
2017 gab es in der Gemeinde 566 sozialversicherungspflichtige Arbeitsplätze. Von der Wohnbevölkerung standen 3166 Personen in einem versicherungspflichtigen Beschäftigungsverhältnis. Damit war die Zahl der Auspendler um 2600 Personen größer als die der Einpendler. 130 Einwohner waren arbeitslos.

### Landwirtschaft
2016 gab es 14 landwirtschaftliche Betriebe.

### Öffentlicher Verkehr

#### Bahn
Im Gemeindeteil Oberwerrn befindet sich ein Bahnhof der Bahnstrecke Schweinfurt–Meiningen. Von dort besteht zudem eine Verbindung nach Bad Kissingen und Gemünden.

#### ÖPNV
Die Gemeinde ist an das Stadtbusnetz der Stadtwerke Schweinfurt angeschlossen: Die Linien 22, 24 und 25 führen von der Schweinfurter Innenstadt nach Niederwerrn, letztere auch nach Oberwerrn.
Vom Bahnhof Oberwerrn ist zudem mit der Erfurter Bahn die Schweinfurter Innenstadt (Haltepunkt Schweinfurt-Mitte) erreichbar.

### Straßenverkehr
Die B 19 tangiert den westlichen Rand des Ortsteils Oberwerrn.

Die B 303 tangiert den südlichen Ortsrand von Niederwerrn.

Eine Auffahrt von der B 303 zur A 71, die AS 30 Schweinfurt-West, befindet sich am südwestlichen Rand des Gemeindegebietes.

### Öffentliche Einrichtungen
- Gemeindezentrum Niederwerrn, kulturelle Einrichtung mit Bühne und Nebenräumen für Erwachsenenbildung
- Jugendtreffs in Niederwerrn und Oberwerrn
- Festscheune in Oberwerrn

### Bildung
Im Jahr 2018 bestanden
- vier Kindertageseinrichtungen mit zusammen 341 genehmigten Plätzen und 335 Kindern
- zwei Volksschulen mit insgesamt 390 Schülern, nämlich
  - Hugo-von-Trimberg-Volksschule Niederwerrn
  - Grundschule Oberwerrn

## Söhne und Töchter der Gemeinde
- Hugo von Trimberg (um 1230–nach 1313), Schriftsteller des späten Hochmittelalters
- Christian Heinrich Hohmann (1811–1861), Komponist und Musikpädagoge
- Julius Dreschfeld (1845–1907), Arzt in Manchester
- Erwin Lauerbach (1925–2000), Staatssekretär im Bayerischen Staatsministerium für Unterricht und Kultus
- Eddy Hau (* 1952), Enduro- und Motocross-Rennfahrer